# 스파이디 그리고 놀라운 친구들
스파이디 그리고 놀라운 친구들(Spidey and His Amazing Friends)는 2021년 8월 6일에 미국 디즈니 주니어에서 방영을 하였고, 대한민국에 디즈니+ 2021년 11월 12일 출시 후 공개를 하였다.

## 출연진

### 원본판
- 피터 파커/스파이더맨 - 벤자민 발릭
  - 웹스타 - 니콜라스 로이
  - 스파이더 봇 - 디 브래들리 베이커
- 스핀/마일즈 - 저카리 프레이저
- 그웬/고스트 스파이더 - 릴리 산펠리포
- 미즈 마블 - 산드라 사드
- 블랙 팬서 - 트루 발렌티노
- 헐크 - 아르멘 테일러
- 메이 큰엄마 - 멜라니 미니치노
- 옥박사 - 켈리 오하니안
- 그린 고블린 - JP 칼리악
- 라이노 - 저스틴 셴카로

### 한국어판
- 피터 파커/스파이더맨 - 이지현
  - 웹스터 - 신용우
- 스핀/마일즈 - 김채하
- 그웬/고스트 스파이더 - 조경이
- 미즈 마블 - 김채하
- 블랙 팬서 -
- 헐크 - 신용우
- 메이 큰엄마 - 조경이
- 옥박사 - 김채하
- 그린 고블린 - 신용우
- 라이노 - 신용우

## 우리말 연출
- 더빙 스튜디오 : STORM
- 믹싱 스튜디오 : STORM
- 노래 스튜디오 : STORM
- 대사 연출/개사 : 정경진
- 번역 : 노아영
- 음악 연출 : 김예은
- 크리에이티브 수퍼바이저 : 정윤서
- 한국어 제작 : Disney Character Voices International,Inc.
- 기획 : 월트디즈니컴퍼니코리아 유한책임회사